# Edgar Tafel
Edgar Tafel (12. marts 1912 – 18. januar 2011) var en amerikansk arkitekt. Han var elev af Frank Lloyd Wright.